# Hrabstwo Hickman (Tennessee)
Hrabstwo Hickman (ang. Hickman County) – hrabstwo w stanie Tennessee w Stanach Zjednoczonych. Obszar całkowity hrabstwa obejmuje powierzchnię 612,7 mil² (1586,89 km²). Według szacunków United States Census Bureau w roku 2009 miało 23 805 mieszkańców.
Hrabstwo powstało w 1807 roku. 
Hrabstwo należy do nielicznych hrabstw w Stanach Zjednoczonych należących do tzw. dry county, czyli hrabstw gdzie decyzją lokalnych władz obowiązuje całkowita prohibicja.

## Miasta
- Centerville

## CDP
- Bon Aqua Junction
- Lyles
- Wrigley[6]